# Eucytherura
Eucytherura is een geslacht van kreeftachtigen uit de klasse van de Ostracoda (mosselkreeftjes).

## Soorten
- Eucytherura (Vesticytherura) acuta Depeche, 1984 †
- Eucytherura (Vesticytherura) multireticulata Gruendel, 1964 †
- Eucytherura (Vesticytherura) nodosa Valicenti & Stephens, 1984 †
- Eucytherura (Vesticytherura) nuda (Kaye, 1964) Oertli, 1989 †
- Eucytherura (Vesticytherura) quadrangularis Depeche, 1984 †
- Eucytherura (Vesticytherura) tuberculata Brenner & Oertli, 1976 †
- Eucytherura agnosta Barbeito-Gonzalez, 1971
- Eucytherura alata Mueller, 1894
- Eucytherura albida Ruggieri, 1967 †
- Eucytherura amfibola Barbeito-Gonzalez, 1971
- Eucytherura amoriensis Rosenfeld & Raab, 1984 †
- Eucytherura angulata Müller, 1894
- Eucytherura anoda Ayress, Whatley, Downing & Millson, 1995
- Eucytherura antarctica Mueller, 1908
- Eucytherura antipodum Neale, 1975 †
- Eucytherura apostolescui Scheremeta, 1966 †
- Eucytherura argentina Ballent, 1992 †
- Eucytherura arida Eagar, 1965 †
- Eucytherura aspera Weingeist, 1949 †
- Eucytherura bakeri Hornibrook, 1952
- Eucytherura beaussetensis Babinot, 1979 †
- Eucytherura bicornis Veen, 1938 †
- Eucytherura binocula Allison & Holden, 1971
- Eucytherura binoculata Allison & Holden, 1976
- Eucytherura boldi Guha & Shukla, 1974 †
- Eucytherura boomeri Ayress, Whatley, Downing & Millson, 1995
- Eucytherura calabra (Colalongo & Pasini, 1980) Whatley & Coles, 1987
- Eucytherura calabrica Ciampo, 1988 †
- Eucytherura calcarata Ruggieri, 1962 †
- Eucytherura cameloides McKenzie, Reyment & Reyment, 1993 †
- Eucytherura claibornensis Stephenson, 1944 †
- Eucytherura columbiensis Crane, 1965 †
- Eucytherura complexa (Brady, 1867) Mueller, 1894
- Eucytherura contracta Bonnema, 1941 †
- Eucytherura cretacea Veen, 1938 †
- Eucytherura decorata Weingeist, 1949 †
- Eucytherura delicata Howe & Howe, 1973 †
- Eucytherura delineata Whatley & Eynon, 1996
- Eucytherura delta McKenzie, Reyment & Reyment, 1993 †
- Eucytherura denticulata Bonaduce, Masoli, Minichelli & Pugliese, 1980
- Eucytherura derupta Szczechura, 1965 †
- Eucytherura dinglei Coimbra, Carreño & Michelli, 1999
- Eucytherura dorsotuberculatoides Bonnema, 1941 †
- Eucytherura echinata Lienenklaus, 1900 †
- Eucytherura encantoensis Machain-castillo, 1989 †
- Eucytherura ericiosa Blondeau, 1975 †
- Eucytherura fissipunctata Neale, 1975 †
- Eucytherura fithianae Bold, 1988 †
- Eucytherura furcifera Veen, 1938 †
- Eucytherura gibbera Mueller, 1894
- Eucytherura grisea Mehes, 1941 †
- Eucytherura gruendeli Weaver, 1982 †
- Eucytherura guaymasensis (Swain, 1967) Ishizaki & Gunther, 1974
- Eucytherura gullentopsi Ruggieri, 1952
- Eucytherura hamraensis Honigstein & Rosenfeld, 1988 †
- Eucytherura hantkeni Mehes, 1936 †
- Eucytherura hassanieni Bassiouni & Luger, 1990 †
- Eucytherura hazeli Brouwers, 1994
- Eucytherura hiwanneensis Weingeist, 1949 †
- Eucytherura howei Machain-Castillo, 1989 †
- Eucytherura hungarica Mehes, 1936 †
- Eucytherura hyonensis Keij, 1957 †
- Eucytherura imporcata Weingeist, 1949 †
- Eucytherura irochilus Ruggieri, 1977 †
- Eucytherura isabelensis Ballent, 1987 †
- Eucytherura ishizakii Brouwers, 1994
- Eucytherura keiji Pietrzeniuk, 1969 †
- Eucytherura kokhavensis Rosenfeld & Raab, 1984 †
- Eucytherura kotelensis Pokorny, 1973 †
- Eucytherura laciniata (Hu, 1981)
- Eucytherura lacunosa Babinot, 1970 †
- Eucytherura lamina Ciampo, 1986 †
- Eucytherura latebrosa Weingeist, 1949 †
- Eucytherura latifrons Bonnema, 1941 †
- Eucytherura leufuensis Musacchio, 1979 †
- Eucytherura loczyi Mehes, 1941 †
- Eucytherura longisculpta Weaver, 1982 †
- Eucytherura maculata Hu, 1978 †
- Eucytherura marssoni Veen, 1938 †
- Eucytherura mayressi Yasuhara, Okahashi & Cronin, 2009
- Eucytherura mediocosta Zhao (Yi-Chun) (Quan-Hong) in Wang et al., 1988
- Eucytherura mediopunctata Coles & Whatley, 1989 †
- Eucytherura minuta Baynova, 1965 †
- Eucytherura mistrettai Sissingh, 1972 †
- Eucytherura moosae Faupel, 1975 †
- Eucytherura multituberculata Ayress, Whatley, Downing & Millson, 1995
- Eucytherura munitidepressa Makhkamov, 1984 †
- Eucytherura myrsinae Uffenorde, 2014 †
- Eucytherura namericana Yasuhara, Okahashi & Cronin, 2009
- Eucytherura nanwanica Hu, 1981 †
- Eucytherura neoalae (Ishizaki, 1966) Hanai et al., 1977 †
- Eucytherura nodosa Rosenfeld & Raab, 1984 †
- Eucytherura nodulosa Gruendel, 1974 †
- Eucytherura noncaudata Hartmann, 1965
- Eucytherura oculata Weingeist, 1949 †
- Eucytherura oligocenica Mehes, 1941 †
- Eucytherura orientalis (Kingma, 1948) Hanai, Ikeya & Yajima, 1980 †
- Eucytherura ornata Kaye, 1964 †
- Eucytherura orthogonia Colalongo & Pasini, 1980 †
- Eucytherura oxfordiana Rosenfeld & Honigstein in Rosenfeld et al., 1987 †
- Eucytherura parva Moos, 1973 †
- Eucytherura patercoli Mistretta, 1967 †
- Eucytherura perforatina Eagar, 1965 †
- Eucytherura pinasensis Ishizaki & Gunther, 1974
- Eucytherura plana Veen, 1938 †
- Eucytherura planolata Holden, 1964 †
- Eucytherura poliphylla Ruggieri, 1962 †
- Eucytherura poroleberis Ishizaki & Irizuki, 1990
- Eucytherura poroleberis Zhao (Yi-Chun) (Quan-Hong) in Wang et al., 1988
- Eucytherura protracta Ruggieri, 1962 †
- Eucytherura pseudoamfibola Barbeito-Gonzalez, 1971
- Eucytherura pseudoantipodum Coles & Whatley, 1989 †
- Eucytherura pulchra Coimbra, Carreño & Michelli, 1999
- Eucytherura punctata Mueller, 1908
- Eucytherura pygmaea (Reuss, 1850) Sissingh, 1972 †
- Eucytherura pyramidata Dingle, 1981 †
- Eucytherura qidongensis Yang & Chen in Hou,Chen, Yang, Ho, Zhou & Tian, 1982
- Eucytherura quadrituberculata Skinner, 1956 †
- Eucytherura quadropustulata Moos, 1973 †
- Eucytherura reticulata Peterson, 1954 †
- Eucytherura ruggierii Bold, 1958 †
- Eucytherura ruggierii Mistretta, 1967
- Eucytherura rugosa Dingle, 1984 †
- Eucytherura russoi Aruta, 1983 †
- Eucytherura sanjoensis Ishizaki & Günther, 1974
- Eucytherura schoenewaldensis Pietrzeniuk, 1969 †
- Eucytherura schornikovi Bonaduce, Ruggieri, Russo & Bismuth, 1992 †
- Eucytherura scripta Ciampo, 1986 †
- Eucytherura sextopustulata Moos, 1973 †
- Eucytherura shinzatoensis Nohara, 1987 †
- Eucytherura spinata Holden, 1964 †
- Eucytherura spinicorona Yasuhara, Okahashi & Cronin, 2009
- Eucytherura spinosa Ruan in Zeng, Ruan, Xu, Sun & Su, 1988
- Eucytherura stellifera Dingle, 1984 †
- Eucytherura stephensoni Weingeist, 1949 †
- Eucytherura strumosa Weingeist, 1949 †
- Eucytherura tetracornis Honigstein, 1984 †
- Eucytherura tricornis Weingeist, 1949 †
- Eucytherura utsusemi Yajima, 1982 †
- Eucytherura ventrocostata Clarke, 1983 †
- Eucytherura verrucosa Ciampo, 1986 †
- Eucytherura vimali (Singh & Misra, 1968) Khosla, 1973 †
- Eucytherura weingeisti Puri, 1954 †
- Eucytherura whatleyi Jain, 1975 †
- Eucytherura zehali Yasuhara & Okahashi, 2014